# Calhoun County (Mississippi)
33°56′N 89°20′V / 33.94°N 89.34°V
 For alternative betydninger, se Calhoun County. (Se også artikler, som begynder med Calhoun County)
Calhoun County er et county i den amerikanske delstat Mississippi. Calhoun County blev grundlagt i 1852 og har et samlet areal på 1.523 km², hvoraf 1.519 km² er land.
Administrativt centrum i Calhoun County er Pittsboro.
Calhoun County grænser op til:
- Lafayette County – nord
- Pontotoc County – nordøst
- Chickasaw County – øst
- Webster County – syd
- Grenada County – sydvest
- Yalobusha County – vest